# Eurytoma oleae
Eurytoma oleae är en stekelart som beskrevs av Filippo Silvestri 1915. Eurytoma oleae ingår i släktet Eurytoma och familjen kragglanssteklar.
Artens utbredningsområde är Eritrea. Inga underarter finns listade i Catalogue of Life.